# Börzönce
Börzönce es un pueblo ubicado en el condado de Zala, Hungría.

## Superficie
Posee una superficie de 5,60 kilómetros cuadrados.

## Demografía
Hasta 2021 la población era de 58 habitantes, con una densidad de población de 10,35 habitantes por kilómetro cuadrado. En 2011 gran parte de la población estaba conformada por húngaros y la religión predominante era el catolicismo.